# 大阪常磐会大学短期大学部
大阪常磐会大学短期大学部（おおさかときわかいだいがくたんきだいがくぶ、英語: Osaka Tokiwakai University）は、大阪府大阪市平野区平野南4-6-7に本部を置く日本の私立大学。1953年創立、1964年大学設置。

## 概観

### 大学全体
- 大阪府大阪市平野区に所在する日本の私立短期大学で、設置主体は学校法人常磐会学園[1]。
- 1964年に1学科、入学定員80名体制[2]で開学[注 1]。のちに学科増設により2学科体制をとっていたが、一部の学科が常磐会学園大学に譲渡されたため、現在は開学当初と同じ1学科体制となっている。

### 建学の精神（校訓・理念・学是）
- 大阪常磐会大学短期大学部の教育理念は「和平・知天・創造」となっている。

### 教育および研究
- 大阪常磐会大学短期大学部は幼児教育の養成において実績がある。教育の特色として子どもとのふれあいを体験することの大切さから1回生より実習が実施されている。幼児教育者として必要な理論や実技はさることながら、2回生では特別研究を行ったり、異文化における子どもとふれあうためにオーストラリアでの海外研修も行ったりしている。また、教育プロジェクトとして実習期間における学生支援と指導・子どもの姿に基づいた指導計画と保育実践を基にした保育カンファレンスの実施に取り組んでいる。

### 学風および特色
- 大阪常磐会大学短期大学部では、礼儀・作法を重視した教育が行われている。その一環として、「テーブルマナー講習会」が実施されている。
- 文化系クラブでは、吹奏楽が活発で、「第45回大阪府吹奏楽コンクール」で銅賞、「大阪私立短期大学協会主催の第42回連合音楽会」、「 第33回大阪府アンサンブルコンテスト」で銀賞を受賞するなどの活躍を見せている。
- 2年コースと3年コース（長期履修制度）に分かれる。
- 開学以来、女子を対象とした短大であったが、2025年に男女共学化された。

## 沿革
※出典：
- 1953年 - 常磐会幼稚園教員養成所が設立される[注 2]。
- 1955年
  - 9月12日 学校法人常磐会学園が設立される[5]。
- 1961年 - 常磐会保育学院と改称。
- 1964年
  - 1月25日 左記を以て文部省[注 3]より短期大学の設置が認可される。
  - 4月1日 常磐会短期大学が以下の学科体制にて開学する。
    - 保育科 入学定員80名[6]

  - 5月1日 学生数[7]/定員
    - 保育科 66[注釈 1]/80
- 1968年 - 敷地内に常磐会東住吉准看護学院を併設[注 4]）。
- 1973年
  - 4月1日 保育科を幼児教育科とし、定員200人に増員[9]。
  - 5月1日 学生数[10]/定員　 
    - 幼児教育科 656[注釈 1]/280
- 1974年
  - 1月23日 専攻科の設置が認可され、以下の課程をおく[11]。
    - 幼児教育専攻 入学定員20名
- 1976年
  - 2月29日 左記をもって常磐会東住吉准看護学院が閉校[8]。
- 1977年
  - 4月1日 以下の学科を増設[12]。
    - 初等教育科 入学定員100名[13]

  - 5月1日 学生数[14]/定員
    - 幼児教育科 785[注釈 1]/400
    - 初等教育科 75[注釈 1]/100
- 1979年
  - 4月1日 幼児教育科の定員を300人に増員[15]。
  - 5月1日 学生数/定員[16]
    - 幼児教育科 759[注釈 1]/500
    - 初等教育科 233[注釈 1]/200
- 1988年
  - 4月1日
  - 5月1日 学生数[17]/定員[18]
    - 幼児教育科 837[注釈 1]/600
    - 初等教育科 255[注釈 1]/200
- 1989年
  - 4月1日 初等教育科に替えて以下の学科を増設[19]。
    - 英語科 入学定員100名[20]

  - 5月1日 学生数[21]/定員
    - 幼児教育科 782[注釈 1]/600
    - 初等教育科 142[注釈 1]/100
    - 英語科 132[注釈 1]/100
- 1990年
  - 7月19日 左記をもって初等教育科を正式廃止[22]。
- 1991年
  - 4月1日 英語科の入学定員を100[23]→200[24]に増員[22]。
  - 5月1日 学生数[25]/定員
    - 幼児教育科 1,085[注釈 1]/600
    - 英語科 386[注釈 1]/300
- 1992年
  - 4月1日 専攻科に以下の課程を置く[26]。
    - 英語専攻 入学定員20名

  - 5月1日 学生数[27]/定員
    - 幼児教育科 1,193[注釈 1]/600
    - 英語科 609[注釈 1]/400
- 1994年
  - 4月1日 専攻科幼児教育専攻が大学評価・学位授与機構に認定される。
- 1998年
  - 4月1日 英語科の学生募集をこの年度で最後とする[注 6]。
  - 5月1日 学生数[30]/定員
    - 幼児教育科 853[注釈 1]/600
    - 英語科 194[注釈 1]/400
- 1999年
  - 3月31日 左記をもって専攻科英語専攻を廃止。
  - 5月1日 学生数[31]/定員
    - 幼児教育科 830[注釈 1]/600
    - 英語科 65[注釈 1]/200
- 2000年
  - 10月26日 左記をもって正式に英語科を廃止[32]。
- 2007年
  - 4月1日 左記をもって専攻科幼児教育専攻を廃止。
- 2021年
  - 4月1日 幼児教育科の入学定員を300→200に減員。
- 2025年
  - 4月1日 大阪常磐会大学短期大学部に名称変更。幼児教育学科に2年コースと3年コース（長期履修制度）を設け、男女共学化した。

## 基礎データ

### 所在地
- 大阪市平野区平野南4-6-7

### 交通アクセス
- 地下鉄谷町線平野駅下車。徒歩で15分程度かかる。
- JR大和路線加美駅からは徒歩で20分程度はかかる。
- 大阪シティバス1号系統（あべの橋 - 出戸バスターミナル）「平野東住宅前」「北出戸」バス停下車すぐ。

## 教育および研究

### 組織

#### 学科
- 幼児教育科 入学定員200名

##### 過去にあった学科
- 初等教育科 入学定員100名[注 7]:児童教育のエキスパートを育てる学科。
- 英語科 入学定員200名[注 8]:語学を通じて国際的視野を身につけるとともに、実務英語と情報処理を修得しかつ秘書としての能力を身につけるためのカリキュラムが設定されていた。海外研修やオーストラリアでの海外留学も実施されていた。

#### 専攻科
- なし

#### 過去にあった専攻科
- 幼児教育専攻 入学定員20名[注 9] 修業年限は1年制。教育学士・幼稚園教諭一種免許状が取得できる道が開かれていた。常磐会学園大学に改組され、2007年廃止。
- 英語専攻 入学定員10名[注 10]

#### 別科
- なし

##### 取得資格について
- 幼児教育科では、保育士資格と幼稚園教諭二種免許状が取得できる。
- 過去にあった初等教育科では、幼稚園教諭二級免許状のほか小学校教諭二級免許状が取得できる教職課程が設けられていた[37]。
- 過去にあった英語科では、中学校教諭二種免許状（英語）が取得できる教職課程が設置されていた[38]。

### 研究
- 『常磐会短期大学紀要 = Annual reports of studies Tokiwakai Junior College』[39]

### 教育
- 資質の高い教員養成推進プログラム
  - 2006年「課題解決能力を高める実習支援とその体制の構築」として採択されている。

## 学生生活

### 部活動・クラブ活動・サークル活動
- 大阪常磐会大学短期大学部のクラブ活動
  - 体育系：ソフトボール・ダンス・バスケットボール・バドミントン・バレーボール・テニスほか

### 学園祭
- 大阪常磐会大学短期大学部の学園祭は「常磐祭」と呼ばれ毎年、概ね10月に行われている。

### スポーツ
- バスケットボール部が「関西女子学生リーグ」でII部に昇格、「第52回近畿・大阪私立短期大学体育大会」でベスト8の成績を残すなどの活躍を見せている。
- バレーボール部が「第52回近畿・大阪私立短期大学体育大会」で3位、「大阪府学生身長制優勝大会」で3位の成績を残すなどの実績がある。

## 大学関係者と組織

### 大学関係者組織
- 大阪常磐会大学短期大学部「同窓会」及び「育友会」組織がある。

### 大学関係者一覧

#### 出身者
- 岩井万実:タレント

## 施設

### キャンパス内
- ピアノ練習室
- 音楽室
- 小児栄養実習室
- 図書館：蔵書数はおよそ80,000冊となっている。
- アトリエ教室
- 情報処理室
- CALLシステム教室
- 小アリーナ
- アリーナ
- 理科室
- 学生食堂
- 事務室
- 中庭

### キャンパス外
- セミナーハウス（茨木市にある）

## 対外関係

### 系列校
- 大阪常磐会大学

## 卒業後の進路について

### 編入学・進学実績
- これまでの実績では、系列の常磐会学園大学のほか京都精華大学・龍谷大学・大阪産業大学・大阪樟蔭女子大学・大阪成蹊大学・関西福祉科学大学・帝塚山学院大学・神戸親和女子大学・西九州大学、また常磐会短期大学・大阪キリスト教短期大学の各専攻科などがある。

## 関連施設
- 大阪常磐会大学付属常磐会幼稚園
- 大阪常磐会大学付属茨木高美幼稚園

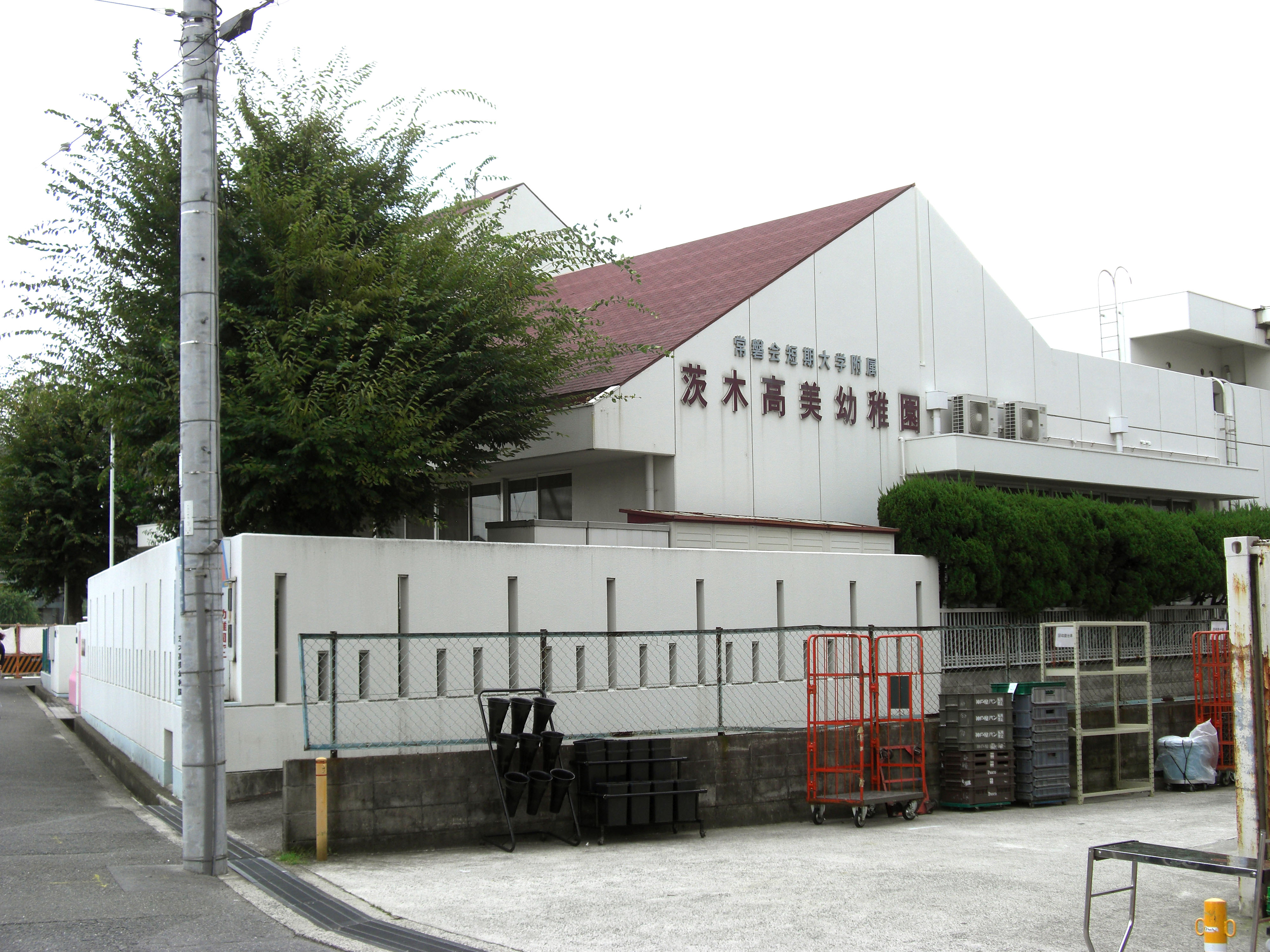
茨木高美幼稚園

- 大阪常磐会大学付属泉丘幼稚園：幼保連携型認定こども園に認定。